# Dietrich Peltz
Pour les articles homonymes, voir Peltz.
Dietrich Peltz (9 juin 1914 à Gera - 10 août 2001 à Munich) est un Generalmajor allemand, pilote de bombardier, qui a servi au sein de la Luftwaffe dans la Wehrmacht pendant la Seconde Guerre mondiale.
Il a été récipiendaire de la croix de chevalier de la croix de fer avec feuilles de chêne et glaives. La croix de chevalier de la croix de fer et ses grades supérieurs, les feuilles de chêne et glaives, sont attribués pour récompenser un acte d'une extrême bravoure sur le champ de bataille ou un commandement militaire accompli avec succès.

## Biographie
Dietrich Peltz rejoint l'armée en 1934, et suit une formation de pilote en 1935. Après sa formation, il vole dans les campagnes polonaises et françaises avec le Sturzkampfgeschwader 76 (StG 76), effectuant 102 missions sur Junkers Ju 87 « Stuka » avant de se convertir sur Junkers Ju 88 avec le II./Kampfgeschwader 77 (KG 77) pendant l'été 1940. Il reçoit la croix de chevalier de la croix de fer en octobre 1940.
En mars 1941, le Hauptmann Peltz est élevé au grade de Gruppenkommandeur du Gruppe II. Pendant la fin de l'été 1941, l'unité est transférée vers la province de Prusse-Orientale, volant pour des missions contre des cibles dans le secteur Nord, y compris la ligne de chemin de fer Leningrad-Moscou, des canaux et des écluses. Peltz contribue au développement des techniques de bombardements précises, permettant à son groupe d'atteindre le succès contre des cibles de précision qui auparavant ne pouvaient être atteintes avec les forces de bombardiers beaucoup plus grandes. Peltz reçoit les feuilles de chêne à sa croix de chevalier en décembre 1941.

Fin 1941, le major Peltz est fait commandant de l'École de l'Unité de bombardiers à Foggia, où tous les commandants de bombardiers sont formés aux dernières techniques opérationnelles. Dietrich Peltz est ensuite chargé de mettre sur pied la I./Kampfgeschwader 66 (KG 66), une unité d'expérimentation de munitions guidées de précision, puis en cours de développement en Allemagne, comme le Fx 1400 Fritz X et le Henschel Hs 293 A, contre les convois marins alliés. Opérationnelle en octobre 1942, cette unité est envoyée en Norvège contre les convois alliés de Mourmansk, mais seulement trois semaines plus tard, il est envoyé en Sardaigne pour contrer les Alliés lors de l'opération Torch.

Le Oberst Peltz devient ensuite le premier commandant de la Force de bombardements et inspecteur des vols de Combat. Peltz reçoit ses glaives de sa croix de chevalier le 23 juillet 1943 et devient le commandant du IX. Fliegerkorps en août 1943.

En janvier 1944, Dietrich Peltz, alors âgé de 29 ans, est élevé au grade de Generalmajor, et devient Angriffsführer (chef d'attaque) sur l'Angleterre, et prend le commandement des forces de bombardiers de la Luftwaffe pendant l'Opération Steinbock, le bombardement de représailles de l'Angleterre, appelé le « bébé Blitz », qui s'est terminée après de lourdes pertes pour les bombardiers allemands. En décembre et début janvier, Peltz a rassemblé attentivement quelque 500 avions dont des Junkers Ju 88 et Ju 188, Dornier Do 217, Messerschmitt Me 410 et autres Heinkel He 177 sur les aérodromes français pour former le IX. Fliegerkorps. Les attaques sur l'Angleterre sont stoppées à la fin mai, après de lourdes pertes allemandes, avec peu de résultats pour l'effort mis en œuvre.

À l'automne 1944, les équipages des bombardiers de la IX. Fliegerkorps sont reclassés dans l'infanterie ou comme pilotes de chasse. Peltz, (un peu controversé, car il était un expert kamikaze) est devenu le commandant de la II. Jagdkorps qui a vu l'action lors de l'offensive des Ardennes.

## Promotions
| 1er octobre 1934  | Fahnenjunker-Gefreiter     |
| 1er décembre 1934 | Fahnenjunker-Unteroffizier |
| 1er juin 1935     | Fähnrich                   |
| 1er octobre 1935  | Oberfähnrich               |
| 1er avril 1936    | Leutnant                   |
| 1er mars 1939     | Oberleutnant               |
| 1er mars 1941     | Hauptmann                  |
| 18 juillet 1942   | Major                      |
| 1er décembre 1942 | Oberstleutnant             |
| 17 mars 1943      | Oberst                     |
| 1er novembre 1943 | Generalmajor               |

## Décorations
- Insigne de combat de la Luftwaffe en Or avec fanion "300"[1]
- Insigne de pilote-observateur en Or avec diamands[1]
- Croix de fer (1939)
  - 2e classe (15 septembre 1939)[2]
  - 1re classe (22 mai 1940)[2]
- Croix de chevalier de la croix de fer avec feuilles de chêne et glaives
  - Croix de chevalier le 14 octobre 1940 en tant que Oberleutnant et Staffelkapitän de la 1./StG 3[3]
  - 46e feuilles de chêne le 31 décembre 1941 en tant que Hauptmann et Gruppenkommandeur de la II./KG 77[4]
  - 31e glaives le 23 juillet 1943 en tant que Oberst im Generalstab du Angriffsführer England[5]
- Mentionné dans le bulletin quotidien radiophonique de l'armée : le Wehrmachtbericht le 26 juin 1944